# Harpa articularis
Harpa articularis là một loài ốc biển, là động vật thân mềm chân bụng sống ở biển thuộc họ Harpidae, họ ốc đàn.

## Hình ảnh

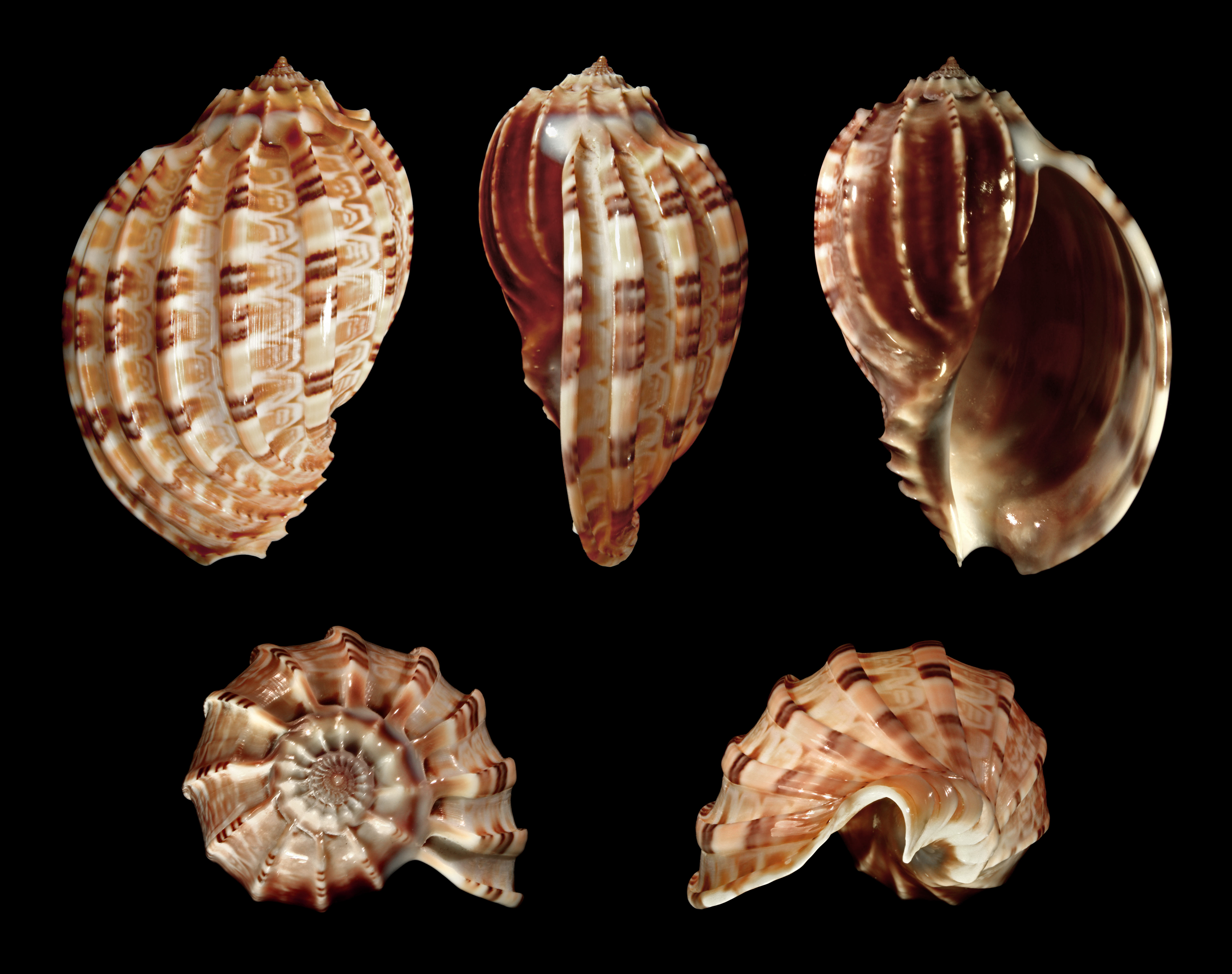
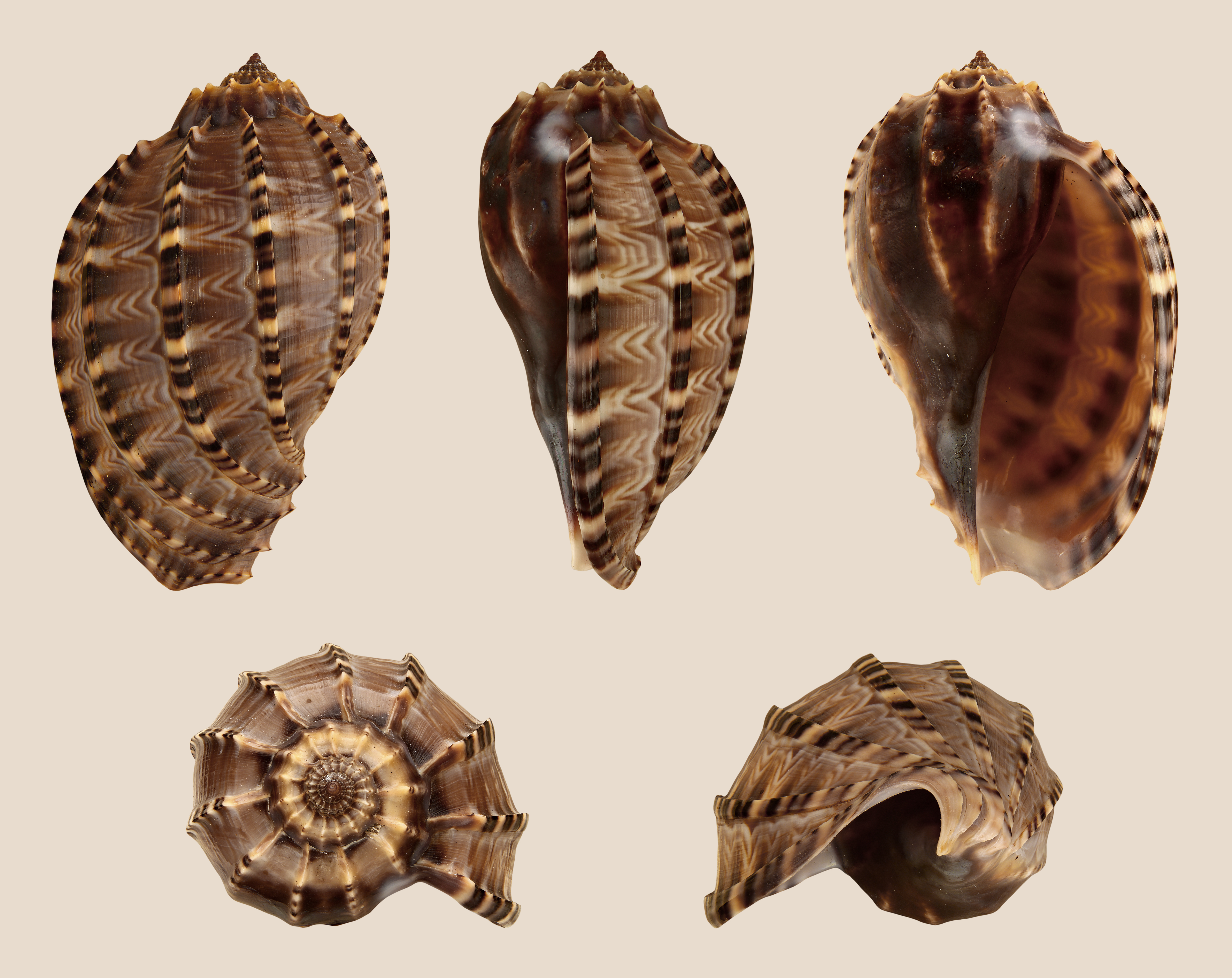
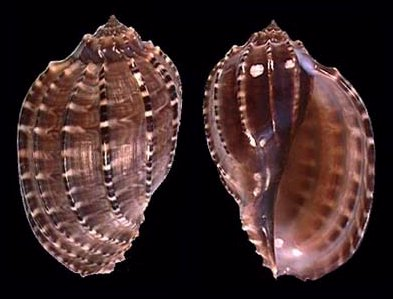